# Coccarda nazionale dell'Uruguay

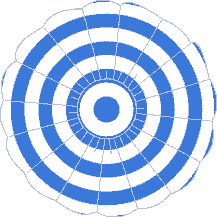
Coccarda nazionale dell'Uruguay

La coccarda nazionale dell'Uruguay (in spagnolo: Escarapela Nacional de Uruguay) è uno dei simboli nazionali della Repubblica Orientale dell'Uruguay, riconosciuta come tale dalla legge del 22 dicembre 1828. È di colore bianco e celeste a cerchi concentrici.

## Storia

La coccarda di Artigas, utilizzata dalle forze armate

La coccarda ha gli stessi colori della bandiera nazionale e venne istituita, nell'originaria versione, da José Gervasio Artigas, padre dell'indipendenza uruguaiana, il quale, il 31 gennaio 1816, decretò l'uso di tale segno nell'intera Provincia Oriental (il nome con cui fu ribattezzata la Banda Oriental, attuale Uruguay, durante il processo di indipendenza dalla Spagna). La coccarda consisteva di un cerchio bianco compreso tra due cerchi celesti e di una banda diagonale rossa, in chiaro riferimento alla bandiera di Artigas.
L'attuale aspetto della coccarda fu stabilito con la legge n. 5.458 del 10 luglio 1916 e, nella sua versione civile, consiste di otto cerchi concentrici alternativamente bianchi e celesti. L'uso della versione civile è consentito a tutti i cittadini.
La versione originaria fu, invece, riservata dalla citata legge del 1916 ai membri dell'esercito, della marina militare e dell'aeronautica militare.